# Westpress Arena
Die Westpress Arena (Eigenschreibweise: WESTPRESS arena) ist eine Mehrzweckhalle mit einem darunterliegenden Einkaufszentrum im Stadtteil Werries der nordrhein-westfälischen Stadt Hamm. Sie ist Heimspielstätte des Handballvereins ASV Hamm-Westfalen in der Handball-Bundesliga. Der Handballverein HSG Ahlen-Hamm, einer Spielgemeinschaft des ASV Hamm und der Ahlener SG, die sich nach einem Jahr 2011 wieder auflöste, war ebenfalls in der Halle ansässig. Die Arena bietet bis zu 2650 Sitzplätze. Es besteht ein Foyer sowie ein Presse- und V.I.P.-Bereich. Im Erdgeschoss befindet sich eine Mietfläche von etwa 6100 m² mit Mietern aus diversen Branchen.

## Geschichte

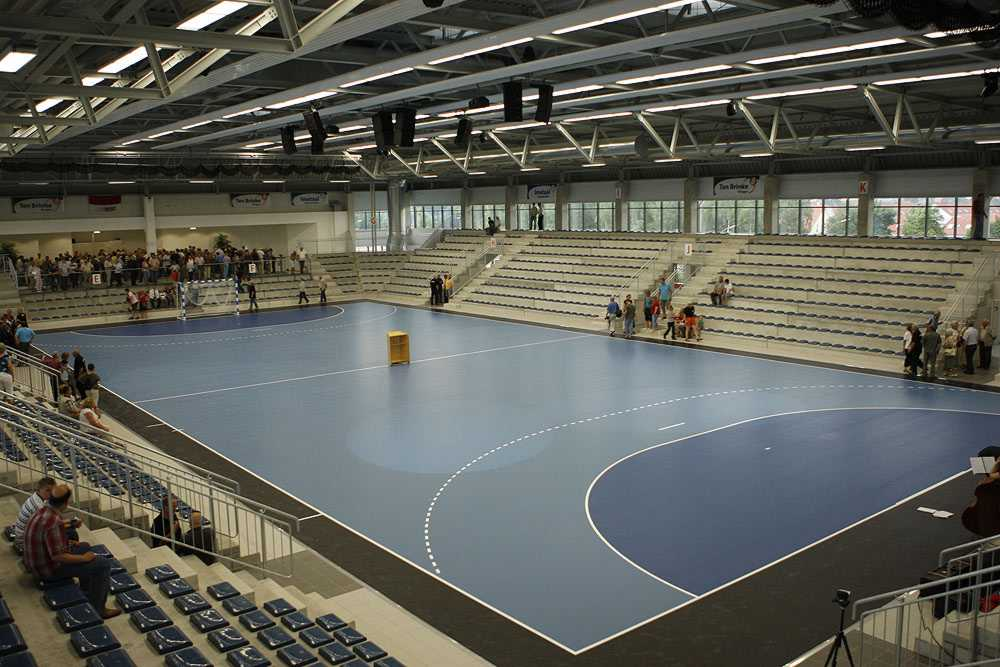
Das Spielfeld im ersten Stock

Die Westpress Arena entstand ab dem 21. September 2007 in Zusammenarbeit mit der Stadt Hamm im Stadtteil Werries, Bezirk Hamm-Uentrop, zwischen dem Maxi-Center und der Eissporthalle. Mit einer Investitionssumme von rund 20 Mio. Euro wurden die damalige Maxipark Arena und das Einkaufszentrum finanziert. Die Entwicklungs- und Errichtungskosten der Sporthalle werden durch die Mieterträge der entstehenden Einkaufsstraße erwirtschaftet.
Es stehen sechs Umkleidekabinen zur Verfügung. Die Arena wurde TV-tauglich vorgerüstet. Der Bau wurde durch die Industriebau Imetaal GmbH realisiert, eine Baufirma der Ten-Brinke-Gruppe.